# Lista siturilor arheologice din județul Neamț - I
Lista siturilor arheologice din județul Neamț - I conține toate siturile arheologice din județul Neamț înscrise în Repertoriul Arheologic Național (RAN) și aflate în localități al căror nume începe cu litera I. RAN este administrat de Ministerul Culturii și Patrimoniului Național și cuprinde date științifice, cartografice, topografice, imagini și planuri, precum și orice alte informații privitoare la zonele cu potențial arheologic, studiate sau nu, încă existente sau dispărute.
Puteți căuta un sit din localitățile care încep cu litera I folosind formularul de mai jos sau puteți naviga prin toate siturile din județ la Lista siturilor arheologice din județul Neamț.
| Cod RAN                                   | Denumire | Localitate                         | Adresă                         | Datare                                   | Descoperit        | Coordonate                                    | Imagine           | Erori            |
| ----------------------------------------- | --- | ---------------------------------- | ------------------------------ | ---------------------------------------- | ----------------- | --------------------------------------------- | ----------------- | ---------------- |
| 120815.03.01                              | Situl arheologic de la Izvoare-La iaz / ansamblu anonim (Categorie: locuire civilă) (Tip: Așezare)                        | sat Izvoare, comuna Dumbrava Roșie | La iaz                         | Cucuteni - A                             |                   |                                               | Încărcați imagine | Raportați eroare |
| 120815.03.02                              | Situl arheologic de la Izvoare-La iaz / ansamblu anonim (Categorie: locuire civilă) (Tip: Așezare)                        | sat Izvoare, comuna Dumbrava Roșie | La iaz                         |                                          |                   |                                               | Încărcați imagine | Raportați eroare |
| 120815.03.03                              | Situl arheologic de la Izvoare-La iaz / ansamblu anonim (Categorie: locuire civilă) (Tip: Așezare)                        | sat Izvoare, comuna Dumbrava Roșie | La iaz                         | sec. II - IV                             |                   |                                               | Încărcați imagine | Raportați eroare |
| 120815.03.04                              | Situl arheologic de la Izvoare-La iaz / ansamblu anonim (Categorie: locuire civilă) (Tip: Așezare)                        | sat Izvoare, comuna Dumbrava Roșie | La iaz                         | sec. XV                                  |                   |                                               | Încărcați imagine | Raportați eroare |
| 120815.03.05                              | Situl arheologic de la Izvoare-La iaz / ansamblu anonim (Categorie: locuire civilă) (Tip: necropola)                      | sat Izvoare, comuna Dumbrava Roșie | La iaz                         |                                          |                   |                                               | Încărcați imagine | Raportați eroare |
| 120815.03.06                              | Situl arheologic de la Izvoare-La iaz / ansamblu anonim (Categorie: locuire civilă) (Tip: Mormânt)                        | sat Izvoare, comuna Dumbrava Roșie | La iaz                         | Sântana de Mureș - Cerneahov sec. IV - V |                   |                                               | Încărcați imagine | Raportați eroare |
| 120815.03.07                              | Situl arheologic de la Izvoare-La iaz / ansamblu anonim (Categorie: locuire civilă) (Tip: Locuire)                        | sat Izvoare, comuna Dumbrava Roșie | La iaz                         | Cucuteni - B                             |                   |                                               | Încărcați imagine | Raportați eroare |
| 120815.03.08                              | Situl arheologic de la Izvoare-La iaz / ansamblu anonim (Categorie: locuire civilă) (Tip: Așezare)                        | sat Izvoare, comuna Dumbrava Roșie | La iaz                         | Precucuteni - II - III                   |                   |                                               | Încărcați imagine | Raportați eroare |
| 124867.01                                 | Cazemata nr. 1 de la Ingărești (Categorie: construcție defensivă) (Tip: fortificație)                                     | sat Ingărești, comuna Urecheni     |                                |                                          |                   |                                               | Încărcați imagine | Raportați eroare |
| 124867.02.01                              | Cazemata nr. 2 de la Ingărești / ansamblu anonim (Categorie: construcție defensivă) (Tip: cazemată)                       | sat Ingărești, comuna Urecheni     |                                | sec. XX                                  |                   | 47°11′52″N 26°31′53″E / 47.19772°N 26.53152°E | Încărcați imagine | Raportați eroare |
| 124867.03.01                              | Cazemata nr. 3 de la Ingărești / ansamblu anonim (Categorie: construcție defensivă) (Tip: cazemată)                       | sat Ingărești, comuna Urecheni     |                                | sec. XX                                  |                   | 47°11′46″N 26°32′04″E / 47.19614°N 26.53451°E | Încărcați imagine | Raportați eroare |
| 124867.04.01                              | Cazemata nr. 4 de la Ingărești / ansamblu anonim (Categorie: construcție defensivă) (Tip: cazemată)                       | sat Ingărești, comuna Urecheni     |                                | sec. XX                                  |                   | 47°11′44″N 26°32′02″E / 47.19568°N 26.53389°E | Încărcați imagine | Raportați eroare |
| 124867.05.01                              | Cazemata nr. 5 de la Ingărești / ansamblu anonim (Categorie: construcție defensivă) (Tip: cazemată)                       | sat Ingărești, comuna Urecheni     |                                | sec. XX                                  |                   | 47°11′56″N 26°32′01″E / 47.19876°N 26.53351°E | Încărcați imagine | Raportați eroare |
| 124867.06.01                              | Cazemata nr. 6 de la Ingărești / ansamblu anonim (Categorie: construcție defensivă) (Tip: cazemată)                       | sat Ingărești, comuna Urecheni     |                                | sec. XX                                  |                   | 47°11′58″N 26°31′55″E / 47.19937°N 26.53201°E | Încărcați imagine | Raportați eroare |
| 124867.07.01                              | Situl arheologic de la Ingărești- Movila Găunoasă / ansamblu anonim (Categorie: locuire) (Tip: Așezare)                   | sat Ingărești, comuna Urecheni     | Movila Găunoasă                |                                          | Constantin Matasă | 47°11′38″N 26°32′37″E / 47.19381°N 26.54371°E | Încărcați imagine | Raportați eroare |
| 124867.07.02                              | Situl arheologic de la Ingărești- Movila Găunoasă / ansamblu anonim (Categorie: locuire) (Tip: Așezare)                   | sat Ingărești, comuna Urecheni     | Movila Găunoasă                |                                          | Constantin Matasă | 47°11′38″N 26°32′37″E / 47.19381°N 26.54371°E | Încărcați imagine | Raportați eroare |
| 120815.02.01                              | Așezarea din epoca migrațiilor de la Izvoare / ansamblu anonim (Categorie: locuire civilă) (Tip: Așezare)                 | sat Izvoare, comuna Dumbrava Roșie |                                | sec. VI - VIII                           |                   | 46°54′27″N 26°29′03″E / 46.9075°N 26.48417°E  | Încărcați imagine | Raportați eroare |
| 121206.01.01 (Cod LMI: NT-I-m-B-10511.02) | Situl arheologic de la Izvoare - "La Cenușărie" / ansamblu anonim (Categorie: locuire civilă) (Tip: Așezare)              | sat Izvoare, comuna Bahna          | La Cenușărie                   | Cucuteni                                 |                   | 46°44′00″N 26°48′00″E / 46.73333°N 26.8°E     | Încărcați imagine | Raportați eroare |
| 121206.01.02 (Cod LMI: NT-I-m-B-10511.01) | Situl arheologic de la Izvoare - "La Cenușărie" / ansamblu anonim (Categorie: locuire civilă) (Tip: Așezare)              | sat Izvoare, comuna Bahna          | La Cenușărie                   | geto-dacică sec. IV - II a. Chr.         |                   | 46°44′00″N 26°48′00″E / 46.73333°N 26.8°E     | Încărcați imagine | Raportați eroare |
| 121206.02.01 (Cod LMI: NT-I-m-B-10512.01) | Situl arheologic Latene de la Izvoare - "La Cioate" / ansamblu anonim (Categorie: locuire) (Tip: Așezare)                 | sat Izvoare, comuna Bahna          | La Cioate                      | geto-dacică sec. II - III                |                   | 46°43′00″N 26°46′00″E / 46.71667°N 26.76667°E | Încărcați imagine | Raportați eroare |
| 121206.02.02 (Cod LMI: NT-I-m-B-10512.02) | Situl arheologic Latene de la Izvoare - "La Cioate" / ansamblu anonim (Categorie: locuire) (Tip: Necropolă)               | sat Izvoare, comuna Bahna          | La Cioate                      | geto-dacică sec. II - III                |                   | 46°43′00″N 26°46′00″E / 46.71667°N 26.76667°E | Încărcați imagine | Raportați eroare |
| 121206.03.01 (Cod LMI: NT-I-s-B-10513)    | Așezarea din epoca migațiilor de la Izvoare - "Hărmănești" / ansamblu anonim (Categorie: locuire civilă) (Tip: Așezare)   | sat Izvoare, comuna Bahna          | Hărmănești                     | sec. VI - VII                            |                   | 46°45′00″N 26°49′00″E / 46.75°N 26.81667°E    | Încărcați imagine | Raportați eroare |
| 120815.01.01 (Cod LMI: NT-I-m-B-10514.03) | Situl arheologic de la Izvoare - "La Izvoare - Ferma Plantavorel" / ansamblu anonim (Categorie: locuire) (Tip: Așezare)   | sat Izvoare, comuna Dumbrava Roșie | La Izvoare - Ferma Plantavorel | Precucuteni - II, III                    |                   | 46°54′00″N 26°29′00″E / 46.9°N 26.48333°E     | Încărcați imagine | Raportați eroare |
| 120815.01.02 (Cod LMI: NT-I-s-B-10514)    | Situl arheologic de la Izvoare - "La Izvoare - Ferma Plantavorel" / ansamblu anonim (Categorie: locuire) (Tip: Așezare)   | sat Izvoare, comuna Dumbrava Roșie | La Izvoare - Ferma Plantavorel | Cucuteni - A2, A3                        |                   | 46°54′00″N 26°29′00″E / 46.9°N 26.48333°E     | Încărcați imagine | Raportați eroare |
| 120815.01.03 (Cod LMI: NT-I-m-B-10514.02) | Situl arheologic de la Izvoare - "La Izvoare - Ferma Plantavorel" / ansamblu anonim (Categorie: locuire) (Tip: Necropolă) | sat Izvoare, comuna Dumbrava Roșie | La Izvoare - Ferma Plantavorel | sec. IV                                  |                   | 46°54′00″N 26°29′00″E / 46.9°N 26.48333°E     | Încărcați imagine | Raportați eroare |
| 120815.01.04 (Cod LMI: NT-I-m-B-10514.01) | Situl arheologic de la Izvoare - "La Izvoare - Ferma Plantavorel" / ansamblu anonim (Categorie: locuire) (Tip: Necropolă) | sat Izvoare, comuna Dumbrava Roșie | La Izvoare - Ferma Plantavorel | sec. XIII - XIV                          |                   | 46°54′00″N 26°29′00″E / 46.9°N 26.48333°E     | Încărcați imagine | Raportați eroare |